# Alstroemeria maxima
Alstroemeria maxima (Phil.) N.I.Villalobos & C.M.Baeza es una especie de geófita, fanerógama, herbácea,  perenne, rizomatosa perteneciente a la familia Alstroemeriaceae. Es endémica de la zona centro de Chile. Tradicionalmente ha sido reconocida bajo Alstroemeria pulchra var. maxima Phil, también bajo A. magnifica subsp. maxima (Phil.) Ehr. Bayer.

## Descripción
Hierbas perennes rizomatosas, hojas de brotes estériles agrupados en roseta o brotes que no exceden 15 cm de largo, linear-lanceoladas, 7,2 ± 2,3 × 1,3 ± 1,0 cm, con 13 nervios paralelos, base resupinada. Brotes florales altos y vigorosos, pardo verdosos, de hasta 170 cm de largo. Inflorescencia 3–20 radios, color principal de las flores lila blanquecino a azul blanquecino. Tépalos externos anchamente espatulados, 3,9 ± 0,1 × 2,1 ± 0,3 cm, márgenes lisos a irregularmente dentados, ápice obtuso a emarginado, ligeramente mucronado, mucrón verdoso o como el color de las máculas, de hasta 3 mm de largo. Tépalos superiores internos espatulados, notoriamente más largos que los externos, ápice redondeado, ligeramente mucronado, de 5.0 ± 0.6 × 1.4 ± 0.2 cm; color principal como los tépalos externos, con ornamentaciones, presentan una mancha amarilla en la mitad superior, sobre ella una mácula principal consistente en una gran mácula oscura o varias manchas más pequeñas cerca del ápice, guías de néctar presentes principalmente en el tercio medio del tépalo, disminuyendo en tamaño y densidad hacia la base, que no presenta ornamentaciones. Tépalos inferiores internos de 3.6 ± 0.1 × 1.7 ± 0.3 cm. similares en forma y color a los externos, sin ornamentaciones. Cápsula elipsoidal con 6–12 costillas, de 11–15 mm de diámetro. Semillas rugosas, redondas, de color marrón oscuro, de 3–4,5 mm de diámetro..
Etimología
Alstroemeria: nombre genérico que fue nombrado en honor del botánico sueco barón Clas Alströmer (Claus von Alstroemer) por su amigo Carlos Linneo.
maxima: epíteto que hace alusión a l gran tamaño de sus varas florales en comparación a otras especies del género.

## Taxonomía
Alstroemeria pulchra var. maxima fue descrita por Philippi, y publicado en Linnaea 33(3-4): 266 (1864).
Recientemente, un estudio que se basó en la revisión de material de herbario, colectas y datos de campo, estudios citológicos, moleculares y ecológicos, evidenciando diferencias que separan a A. pulchra var. maxima del complejo A. pulchra del cual era parte, reconociendola como una especie diferente, Alstroemeria maxima N.I.Villalobos & C.M.Baeza.

## Distribución

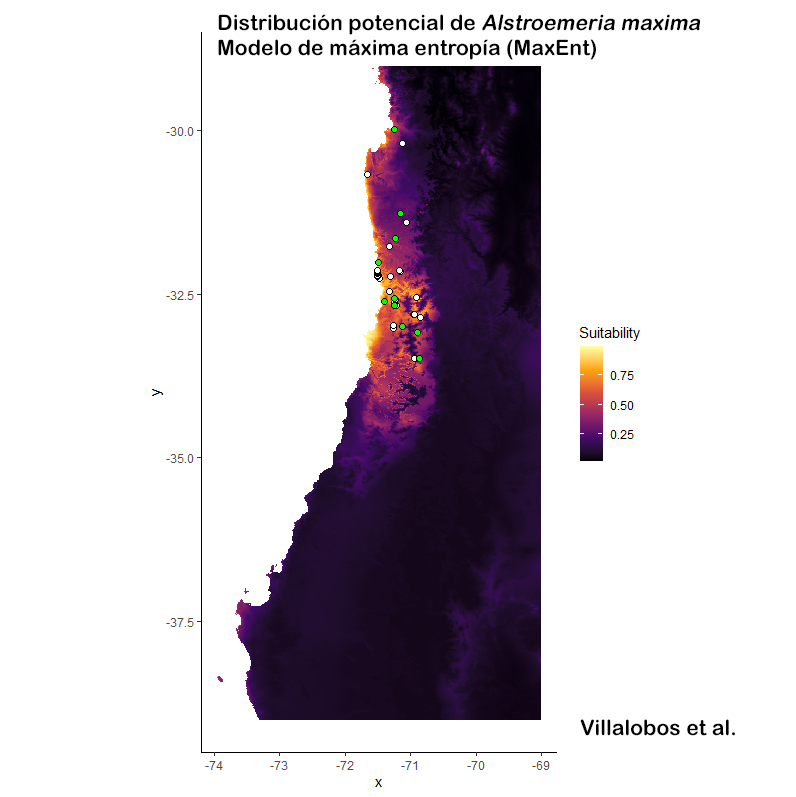

Endémica de Chile central, documentada en las regiones de Coquimbo, Valparaíso y Metropolitana de Santiago (29°26′S-33°29′S), en elevaciones que van desde 5 a 1.006 m, en suelos duros y rocosos, colinas, quebradas o llanuras soleadas. Alstroemeria maxima crece predominantemente en la ecorregión del matorral chileno, y algunos ejemplares fueron asociados al bosque templado valdiviano. Fue documentada en formaciones vegetales de bosque esclerófilo, bosque espinoso, matorral esclerófilo y matorral desértico.